# Aleksander Śliwka
Aleksander Śliwka (* 24. Mai 1995 in Jawor) ist ein polnischer Volleyballspieler. Er spielt auf der Position Außenangriff/Annahme. 2018 wurde er Weltmeister, 2023 Europameister und in den Jahren 2021–2023 gewann er drei Mal die Champions League.

## Erfolge Verein
Polnische Meisterschaft:
- 2019
- 2016

Polnischer Pokal:
- 2019, 2021

Polnischer Supercup:
- 2019, 2020

Champions League
- 2021, 2022, 2023

## Erfolge Nationalmannschaft
U18-Europameisterschaft:
- 2013

U18-Weltmeisterschaft:
- 2013

U19-Europameisterschaft:
- 2014

Europaliga:
- 2015

Olympische Spiele:
- 2024

Weltmeisterschaft:
- 2018[1]

Europameisterschaft:
- 2019[2],  2023

World Cup:
- 2019

## Einzelauszeichnungen
- 2019: MVP Polnischer Pokal
- 2020: MVP Polnischer Supercup

## Persönliches
Aleksander Śliwka heiratete im Mai 2024 die Beachvolleyballspielerin Jagoda Gruszczyńska.